# Сезон ФК «Чорноморець» (Одеса) 2023—2024
Сезон ФК «Чорноморець» (Одеса) 2023–2024 — 33-й сезон одеського футбольного клубу «Чорноморець» у чемпіонатах/кубках України та 86-й сезон в історії клубу. «Моряки» в 28-й раз грають у найвищому дивізіоні українського футболу. 14-й раз команда грає у Прем'єр-лізі України.

## Клуб

### Тренерський склад
| Посада                  | Ім'я            |
| ----------------------- | --------------- |
| Головний тренер         | Роман Григорчук |
| Тренер                  | Олексій Антонов |
| Тренер                  | Михайло Савка   |
| Тренер                  | Степан Матвіїв  |
| Тренер воротарів        | Андрій Глущенко |
| Тренер по фізпідготовці | Ігор Касьяненко |

### Гравці

#### Пішли з клубу
| Дата                 | Позиція     | Футболіст            | Наступний клуб                  | Умови             |
| -------------------- | ----------- | -------------------- | ------------------------------- | ----------------- |
| Літо / Осінь 2023 р. |             |                      |                                 |                   |
| 30 червня 2023       | воротар     | Дмитро Непогодов     | «Поділля» (Хмельницький)        | вільний агент     |
| 30 червня 2023       | воротар     | Євген Паст           | «Верес» (Рівне)                 | вільний агент     |
| 30 червня 2023       | захисник    | Євген Селін          | ЛНЗ (Черкаси)                   | вільний агент     |
| 30 червня 2023       | захисник    | Максим Білий         | «Рух» (Львів)                   | вільний агент     |
| 30 червня 2023       | півзахисник | Олександр Демченко   | «Колос» (Ковалівка)             | вільний агент     |
| 30 червня 2023       | півзахисник | Євген Задоя          | «Поділля» (Хмельницький)        | вільний агент     |
| 30 червня 2023       | півзахисник | Сергій Політило      | «Титан» (Одеса)                 | вільний агент     |
| 30 червня 2023       | нападник    | Олександр Гладкий    | TBD                             | вільний агент     |
| 30 червня 2023       | півзахисник | Дмитро Юсов          | «Металіст 1925» (Харків)        | вільний агент     |
| 30 червня 2023       | півзахисник | Артур Авагімян       | «Олександрія»                   | завершення оренди |
| 30 червня 2023       | нападник    | Даниїл Алефіренко    | «Зоря» (Луганськ)               | завершення оренди |
| 4 липня 2023         | півзахисник | Родіон Плакса        | «Олександрія»                   | вільний агент     |
| 8 липня 2023         | нападник    | Максим Єрмоленко     | «Оболонь» (Київ)                | вільний агент     |
| 24 липня 2023        | півзахисник | Інал Черткоєв        | «Гірник-Спорт» (Горішні Плавні) | вільний агент     |
| 16 серпня 2023       | захисник    | Максим Войтіховський | «Поділля» (Хмельницький)        | вільний агент     |
| 30 серпня 2023       | півзахисник | Максим Грисьо        | «Оболонь» (Київ)                | вільний агент     |
| 9 листопада 2023     | півзахисник | Дада                 | «Америка Мінейру»               | завершення оренди |
| Зима / Весна 2024 р. |             |                      |                                 |                   |
| 1 січня 2024         | півзахисник | Владислав Вакула     | «Полісся» (Житомир)             | завершення оренди |
| 1 січня 2024         | воротар     | Олексій Шевченко     | «Заглембє» (Сосновець)          | вільний агент     |
| 31 січня 2024        | півзахисник | Гай Хадіда           | «Залаегерсег»                   | вільний агент     |

#### Прийшли в клуб
| Дата                 | Позиція     | Футболіст           | Попередній клуб      | Умови             |
| -------------------- | ----------- | ------------------- | -------------------- | ----------------- |
| Літо / Осінь 2023 р. |             |                     |                      |                   |
| 25 червня 2023       | воротар     | Олексій Шевченко    | «Шахтар» (Донецьк)   | вільний агент     |
| 28 червня 2023       | воротар     | Олег Білик          | «Інгулець» (Петрове) | вільний агент     |
| 30 червня 2023       | нападник    | Максим Єрмоленко    | → «Оболонь» (Київ)   | завершення оренди |
| 7 липня 2023         | півзахисник | Йон Шпорн           | «Целє»               | вільний агент     |
| 7 липня 2023         | півзахисник | Богдан Бойчук       | «Металіст»           | вільний агент     |
| 18 липня 2023        | півзахисник | Микита Ситников     | «Олександрія»        | вільний агент     |
| 25 липня 2023        | півзахисник | Максим Грисьо       | «Львів»              | вільний агент     |
| 25 липня 2023        | нападник    | Самсон Ієде         | «Горсенс»            | → оренда          |
| 11 серпня 2023       | півзахисник | Артур Авагімян      | «Олександрія»        | → оренда          |
| 18 серпня 2023       | півзахисник | Дада                | «Америка Мінейру»    | → оренда          |
| 23 серпня 2023       | нападник    | Владислав Вакула    | «Полісся» (Житомир)  | → оренда          |
| Зима / Весна 2024 р. |             |                     |                      |                   |
| 13 січня 2024        | нападник    | Данило Голуб        | «Минай»              | вільний агент     |
| 30 січня 2024        | захисник    | Владимир Арсич      | «Вайле»              | вільний агент     |
| 23 лютого 2024       | півзахисник | Джек Іпалібо        | «Кіфісія»            | вільний агент     |
| 23 лютого 2024       | нападник    | Жозе Гоміш          | «Етнікос» (Ахна)     | вільний агент     |
| 23 лютого 2024       | захисник    | Владислав Шаповал   | «Полісся» (Житомир)  | вільний агент     |
| 23 лютого 2024       | воротар     | Ян Вічний           | «Нива» (Вінниця)     | вільний агент     |
| 6 березня 2024       | півзахисник | Фабрісіо Альваренга | «Рух» (Львів)        | вільний агент     |
| 12 березня 2024      | півзахисник | Владислав Огіря     | «Полісся» (Житомир)  | вільний агент     |

## Хронологія сезону
Примітка: лише дати офіційних матчів виділені жирним шрифтом.

### Липень2023
Товариські матчі
- 1 липня 2023 р. «Чорноморець» – «Реал Фарма» (Одеса) – 3:0[30]
- 5 липня 2023 р. «Чорноморець» – «Південна Пальміра» – 3:1[31]
- 8 липня 2023 р. «Чорноморець» – ЛНЗ (Черкаси) – 0:0[32]
- 12 липня 2023 р. «Чорноморець» – «Нива» (Вінниця) – 2:1[33]
- 15 липня 2023 р. «Чорноморець» – «Інгулець» (Петрове) – 3:4[34]
- 19 липня 2023 р. «Чорноморець» – «Реал Фарма» (Одеса) – 1:0[35]
- 22 липня 2023 р. «Олександрія» – «Чорноморець» – 4:5[36]

Офіційні матчі
- 30 липня 2023 р. У грі 1-го туру національної першості «Чорноморець» у місті Черкаси з рахунком 2:0 переміг місцевий клуб ЛНЗ. Свої перші голи у складі одеської команди забили Богдан Бойчук та Йон Шпорн[37].

### Серпень2023
- 6 серпня 2023 р. Матч 2-го туру чемпіонату України «моряки» грали у селі Ковалівка, де програли 0:2 місцевому «Колосу»[38].
- 12 серпня 2023 р. У грі 3-го туру національної першості «Чорноморець» в Одесі з рахунком 2:0 переміг команду «Оболонь» (Київ). Свої перші голи у складі одеської команди забили Олександр Васильєв та Самсон Ієде[39].
- 20 серпня 2023 р. Матч 4-го туру чемпіонату України «моряки» грали вдома, де з рахунком 3:2 перемогли київське «Динамо»[40].
- 23 серпня 2023 р. У грі 1/16 фіналу Кубка України 2023–2024[41] «Чорноморець» з рахунком 2:1 переміг клуб «Лівий Берег», та вийшов до 1/8 фіналу змагань[42].
- 27 серпня 2023 р. Матч 5-го туру чемпіонату України «моряки» грали у Полтаві, де з рахунком 1:2 програли місцевому клубу «Ворскла»[43].

### Вересень2023
- 1 вересня 2023 р. У грі 6-го туру національної першості «Чорноморець» в місті Рівне з рахунком 1:3 програв місцевому клубу «Верес»[44].
- 9 вересня 2023 р. У Києві відбувся товариський матч між «Чорноморцем» і місцевим клубом «Оболонь», у якому господарі поля перемогли з рахунком 1:0[45].
- 16 вересня 2023 р. Матч 7-го туру чемпіонату України «моряки» грали вдома, де з рахунком 1:0 перемогли «Полісся» (Житомир)[46].
- 22 вересня 2023 р. У грі 8-го туру національної першості «Чорноморець» в місті Олександрія переграв місцевий ФК «Олександрія» з рахунком 5:1[47].
- 27 вересня 2023 р. Матч 1/8 фіналу Кубка України 2023–2024 «моряки» грали вдома, де з рахунком 2:1 перемогли «Кривбас» (Кривий Ріг)[48]. Свій перший гол у складі одеської команди забив Дада.
- 30 вересня 2023 р. У грі 9-го туру національної першості «Чорноморець» вдома зіграв 0:0 проти команди «Зоря» (Луганськ)[49].

### Жовтень2023
- 8 жовтня 2023 р. Матч 10-го туру чемпіонату України «моряки» грали у місті Кривий Ріг, де з рахунком 0:1 програли місцевому «Кривбасу»[50].
- 14 жовтня 2023 р. В Одесі відбувся товариський матч між «Чорноморцем» та ФК «Олександрія» у якому перемогли гості з рахунком 3:1[51].
- 15 жовтня 2023 р. У товариський грі вдома «моряки» зіграли 1:1 проти ФК ЛНЗ[51].
- 21 жовтня 2023 р. У грі 11-го туру національної першості «Чорноморець» вдома з рахунком 3:0 переміг ФК «Минай»[52].

### Листопад2023
- 1 листопада 2023 р. Матч 1/4 фіналу Кубка України 2023–2024 «моряки» грали вдома, де з рахунком 4:1 перемогли команду «Зоря» (Луганськ)[53].
- 5 листопада 2023 р. У грі 13-го туру національної першості «Чорноморець» грав у Києві[54], де програв команді «Металіст 1925» з рахунком 1:2[55].
- 12 листопада 2023 р. Матч 14-го туру чемпіонату України «моряки» грали вдома, де з рахунком 2:3 програли команді «Рух»[56].
- 13 листопада 2023 р. У товариський грі вдома «Чорноморець» з рахунком 7:1 здобув перемогу проти команди «Південна Пальміра»[57].
- 20 листопада 2023 р. На клубній базі у Совіньйоні «моряки» провели два тренувальні матчі: «Чорноморець» – «Ніка» (Київ) – 3:1; «Чорноморець» – «Чорноморець» (U-19) – 5:0[58].
- 27 листопада 2023 р. У грі 15-го туру національної першості «Чорноморець» грав у місті Дніпро, де програв команді «Дніпро-1» з рахунком 2:5[59].

### Грудень2023
- 3 грудня 2023 р. Матч 16-го туру чемпіонату України «моряки» грали вдома, де з рахунком 1:3 програли команді ЛНЗ[60].
- 10 грудня 2023 р.  У грі 17-го туру національної першості  «Чорноморець» грав вдома, де з рахунком 1:0 переміг команду «Колос» (Ковалівка)[61].
- 24 грудня 2023 р. ЗМІ повідомили що віце-президент «Чорноморця» Володимир Генінсон покинув клуб[62].

### Січень2024
Товариські матчі
- 12 січня 2024 р. «Чорноморець» – «Петролул» (Плоєшті) – 1:0[63]
- 16 січня 2024 р. «Уйпешт» (Будапешт, Угорщина) – «Чорноморець» – 3:1[64]
- 20 січня 2024 р. «Дріта» (Гнілане) – «Чорноморець» – 3:1[65]
- 21 січня 2024 р. «Чорноморець» – «ТС Гелаксі» (Камеєлрів'є) – 0:4[66]
- 25 січня 2024 р. «Чорноморець» – «Альтах» – 0:2[67]
- 28 січня 2024 р. «Чорноморець» – «Академія Пандєва» (Струмиця) – 3:1[68]

### Лютий2024
Товариські матчі
- 1 лютого 2024 р. «Чорноморець» – «Алашкерт» (Єреван) – 1:4[69]
- 10 лютого 2024 р. «Чорноморець» – «Нива» (Вінниця) – 2:2[70]. «Чорноморець» – «Реал Фарма» (Одеса) – 0:0[71]
- 15 лютого 2024 р. «Чорноморець» – «Реал Фарма» (Одеса) – 1:1[72]
- 18 лютого 2024 р. «Чорноморець» – «Інгулець» (Петрове) – 1:3[73]
- 19 лютого 2024 р. «Чорноморець» – «Південна Пальміра» – 1:0[74]
- 26 лютого 2024 р. Матч 18-го туру чемпіонату України «моряки» провели у Києві, де зіграли 1:1 проти місцевої команди «Оболонь»[75].

### Березень2024
- 2 березня 2024 р. У грі 19-го туру національної першості «Чорноморець» грав у Києві, де програв місцевому «Динамо» з рахунком 0:1[76].
- 9 березня 2024 р. Матч 20-го туру чемпіонату України «моряки» грали вдома, де з рахунком 0:1 поступилися команді «Ворскла»[77].
- 10 березня 2024 р. В Одесі відбувся товариський матч між «Чорноморцем» та аматорським колективом «Титан» (Одеса) у якому «Чорноморець» переміг з рахунком 3:2[78].
- 17 березня 2024 р. У грі 21-го туру національної першості «моряки» вдома програли команді «Верес» з рахунком 0:1[79].
- 18 березня 2024 р. В Одесі відбувся товариський матч між «Чорноморцем» та ФК «Реал Фарма» (Одеса) у якому «Чорноморець» переміг з рахунком 4:1[80].
- 23 березня 2024 р. «Моряки» вдома зіграли товариський матч з командою «Титан» (Одеса), у якому перемогли з рахунком 3:1[81].

## Чемпіонат України
Докладніше: Чемпіонат України з футболу 2023—2024: Прем'єр-ліга

### Матчі[82]

#### Перше коло
| 1 тур 30.07.2023 / неділя | ЛНЗ (Черкаси)                   | 0 : 2               | «Чорноморець» (Одеса)                                 | Україна, Черкаси                                                         |  |
| 15:00 EET +25°С | Савін 37' Хамелюк 49' Копил 86' | протокол звіт відео | Гучек 29' Бойчук 38' Шпорн 53' Шпорн 65' Васильєв 72' | Стадіон: «Черкаси-Арена» Глядачі: 0 Суддя: А. Романюк (Івано-Франківськ) |  |
| ЛНЗ: Самойленко - Бойко, Ковальов, Лопирьонок , Наумець (С. Шестаков 46'), Норенков, Прядун, Рибалка (Олійник 83'), Савін (Пасіч 63'), Стасюк, Хамелюк (Копил 69') Залишилися в запасі: Пеньков, Насонов, Нич, Тарасенко Тренер: Олександр Ковпак «Чорноморець»: Білик - Єрмаков, Салюк, Путря , Брагару, Васильєв, Гучек (Штогрін 62'), Кузик, Шпорн, Ієде (Хадіда 83'), Бойчук Залишилися в запасі: Шевченко, Варакута, Грисьо, Данилюк, Ситников, Ухань Тренер: Роман Григорчук |                                 |                     |                                                       |                                                                          |  |

| 2 тур 06.08.2023 / неділя | «Колос» (Ковалівка)                                               | 2 : 0               | «Чорноморець» (Одеса)                                                        | Україна, Ковалівка                                       |  |
| 17:00 EET +35°С | Богданов 54' Золотов 61' Велетень 77' Оріховський 80' Цуріков 88' | протокол звіт відео | Путря 17' Бойчук 44' Гучек 45+3' Шпорн 66' Салюк 78' Білик 80' Брагару 90+2' | Стадіон: «Колос» Глядачі: 0 Суддя: Д. Кривушкін (Харків) |  |
| «Колос»: Фесюн - Цуріков, Бондаренко, Бурда, Золотоа, Лучкевич, Оріховський (Мілько 85'), Богданов (Болбат 64'), Мякушко (Велетень 64'), Безбородько (Салабай 73'), Демченко (Ільїн 73') Залишилися в запасі: Горох, Ємець, Гончаренко, Кукош, Криворучко, Гусол Тренер: Ярослав Вишняк «Чорноморець»: Білик - Єрмаков, Салюк, Путря , Брагару, Васильєв, Гучек (Штогрін 84'), Кузик, Шпорн (Хадіда 84'), Ієде, Бойчук Залишилися в запасі: Шевченко, Варакута, Грисьо, Данилюк, Ситников, Ухань Тренер: Роман Григорчук |                                                                   |                     |                                                                              |                                                          |  |

| 3 тур 12.08.2023 / субота | «Чорноморець» (Одеса)                                           | 2 : 0               | «Оболонь» (Київ)                  | Україна, Одеса                                                |  |
| 15:00 EET +28°С | Васильєв 15' Брагару 44' Кузик 54' Ієде 62' Кузик 72' Салюк 79' | протокол звіт відео | Карась 25' Карась 48' Приймак 85' | Стадіон: «Чорноморець» Глядачі: 0 Суддя: Д. Панчишин (Харків) |  |
| «Чорноморець»: Шевченко - Єрмаков, Салюк, Путря , Брагару, Васильєв, Штогрін (Грисьо 88'), Кузик, Шпорн, Ієде (Хадіда 63'), Бойчук (Авагімян 46'; Гучек 81') Залишилися в запасі: Білик, Варакута, Ситников, Ухань, Данилюк Тренер: Роман Григорчук «Оболонь»: Федорівський - Осман, Карась, Приймак, Фатєєв, Мороз, Черненко, Прокопенко (Чернов 52'), Мединський (Нагієв 67'), Слободян (Лук'янчук 52'), Краснопір (Тарануха 63') Залишилися в запасі: Кичак, Вовкун, Єрмоленко, Мухаматгалєєв, Суханов Тренер: Валерій Іващенко (в.о.) |                                                                 |                     |                                   |                                                               |  |

| 4 тур 20.08.2023 / неділя | «Чорноморець» (Одеса)                                           | 3 : 2               | «Динамо» (Київ)                                            | Україна, Одеса                                                      |  |
| 17:00 EET +33°С | Авагімян 20' Путря 39' Штогрін 53' Бойчук 55' Ієде 82' Ієде 90' | протокол звіт відео | Ярмоленко 48' Сирота 51' Дячук 53' Сидорчук 60' Сирота 83' | Стадіон: «Чорноморець» Глядачі: 0 Суддя: О. Омельченко (Слов'янськ) |  |
| «Чорноморець»: Шевченко - Брагару, Гучек, Єрмаков, Путря , Васильєв, Шпорн, Авагімян, Штогрін, Хадіда (Ієде 69'), Бойчук Залишилися в запасі: Білик, Варакута, Ситников, Ухань, Данилюк Тренер: Роман Григорчук «Динамо»: Нещерет - Вівчаренко (Дубінчак 62'), Сидорчук (Бражко 71'), Ярмоленко (Беніто 78'), Шапаренко (Шепелев 78'), Ванат, Тимчик (Караваєв 62'), Дячук, Буяльський, Сирота, Волошин Залишилися в запасі: Бущан, Парріс, Малиш, Діалло, Царенко, Біловар, Рамадані Тренер: Мірча Луческу |                                                                 |                     |                                                            |                                                                     |  |

| 5 тур 27.08.2023 / неділя | «Ворскла» (Полтава)                            | 2 : 1               | «Чорноморець» (Одеса)                               | Україна, Полтава                                                                         |  |
| 17:00 EET +32°С | Степанюк 5' Скляр 8' Пердута 42' Юрченко 45+1' | протокол звіт відео | Шпорн 44' Пердута 54' (авт.) Салюк 69' Авагімян 75' | Стадіон: «Ворскла» імені О. Бутовського Глядачі: 0 Суддя: О. Деревінський (Хмельницький) |  |
| «Ворскла»: Ісенко - Пердута , Скляр, Корнієнко (Нестеренко 66'), Юрченко (Тіагуіньо 66'), Степанюк, Павлюк, Бацула, Челядін (Кулаковський 89'), Кане, Сантана (Хрипчук 83') Залишилися в запасі: Єрмолов, Домолега, Ізотов, Рамірес, Крупський, Черниш Тренер: Віктор Скрипник «Чорноморець»: Шевченко - Брагару (Хадіда 46'; Гучек 87'), Єрмаков, Салюк, Путря , Васильєв, Кузик, Шпорн, Штогрін (Вакула 75'), Ієде (Дада 75'), Бойчук (Авагімян 46') Залишилися в запасі: Білик, Варакута, Ухань, Ситников, Данилюк Тренер: Роман Григорчук |                                                |                     |                                                     |                                                                                          |  |

| 6 тур 01.09.2023 / п`ятниця | «Верес» (Рівне)                                                                             | 3 : 1               | «Чорноморець» (Одеса)                                                      | Україна, Рівне                                            |  |
| 17:00 EET +22°С | Паст 23' Яго 35' (пен.) С. Шарай 45+3' Гакман 48' В. Шарай 70' М. Шестаков 74' В. Шарай 80' | протокол звіт відео | Салюк 10' Авагімян 17' Путря 24' (пен.) Кузик 29' Васильєв 54' Путря 90+2' | Стадіон: «Авангард» Глядачі: 0 Суддя: Д. Шурман (Вишневе) |  |
| «Верес»: Паст - Вовченко, Курко , Яго (М. Шестаков 62'), Кучеренко, С. Шарай (Блізніченко 74'), Кучеров, Гакман, В. Шарай (Світюха 90+1'), Гайдучик (Марусич 74'), Є. Шевченко Залишилися в запасі: Когут, Коркодим, Жуліо Сезар, Хондак Тренер: Сергій Лавриненко «Чорноморець»: О. Шевченко - Єрмаков, Брагару, Салюк, Путря , Васильєв (Бойчук 85'), Кузик (Вакула 81'), Шпорн (Дада 81'), Штогрін (Ієде 85'), Гучек, Авагімян (Хадіда 81') Залишилися в запасі: Білик, Варакута, Ухань, Данилюк, Ситников Тренер: Роман Григорчук |                                                                                             |                     |                                                                            |                                                           |  |

| 7 тур 16.09.2023 / субота | «Чорноморець» (Одеса)             | 1 : 0               | «Полісся» (Житомир)                                             | Україна, Одеса                                               |  |
| 15:00 EET +25°С | Васильєв 13' Бойчук 67' Шпорн 84' | протокол звіт відео | Шабанов 39' Смоляков 73' Грицук 81' Бойко 81' Танковський 90+2' | Стадіон: «Чорноморець» Глядачі: 0 Суддя: К. Монзуль (Харків) |  |
| «Чорноморець»: Варакута - Єрмаков, Гучек, Путря , Брагару, Васильєв, Кузик (Авагімян 74'), Шпорн, Штогрін, Ієде, Бойчук (Дада 74') Залишилися в запасі: Шевченко, Білик, Хадіда, Бадібанга, Вакула Тренер: Роман Григорчук «Полісся»: Бойко - Шабанов, Чоботенко, Смоляков, Кравченко, Танковський, Крушинський (Кушніренко 46'), Назаренко (Козак 74'), Янаков (Макуана 46'), Аріельсон (Грицук 46'), Будківський Залишилися в запасі: Шастал, Огіря, Мустафаєв, Шаповал, Гітченко, Морозко, Кудрик, Поспєлов Тренер: Юрій Калитвинцев |                                   |                     |                                                                 |                                                              |  |

| 8 тур 22.09.2023 / неділя | «Олександрія»            | 1 : 5               | «Чорноморець» (Одеса)                                                     | Україна, Олександрія                                         |  |
| 19:00 EET +22°С | Сігеєв 66' Кравченко 72' | протокол звіт відео | В. Єрмаков 11' Штогрін 18' Кузик 30' Васильєв 42' Бойчук 45+2' Хадіда 76' | Стадіон: КСК «Ніка» Глядачі: 0 Суддя: А. Коваленко (Полтава) |  |
| «Олександрія»: М. Шевченко - Кравченко, Савченко (Шостак 46'), Ковалець (Смирний 84'), Микитишин (Шулянський 46'), Сігеєв, Ернандес, Кулаковський (Андрейчук 46'), Білошевський, Джевані (Безерра 69'), Копина Залишилися в запасі: Долгий, Калітвінцев, Ващенко, Скорко, Мартинюк, Погорілий, Г. Єрмаков Тренер: Руслан Ротань «Чорноморець»: Варакута - В. Єрмаков, Гучек, Путря (Ухань 84'), Брагару, Васильєв (Салюк 84'), Кузик, Дада (Хадіда 73'), Штогрін (Бадібанга 69'), Ієде, Бойчук (Вакула 73') Залишилися в запасі: О. Шевченко, Білик, Ситников, Данилюк Тренер: Роман Григорчук |                          |                     |                                                                           |                                                              |  |

| 9 тур 30.09.2023 / субота | «Чорноморець» (Одеса) | 0 : 0               | «Зоря» (Луганськ)      | Україна, Одеса                                                         |  |
| 19:00 EET +20°С | Дада 39'              | протокол звіт відео | Вантух 29' Джордан 67' | Стадіон: «Чорноморець» Глядачі: 0 Суддя: М. Балакін (Київська область) |  |
| «Чорноморець»: Варакута - Єрмаков, Салюк, Путря , Брагару, Васильєв, Дада (Авагімян 70'), Шпорн, Штогрін (Хадіда 81'), Ієде (Бойчук 70'), Вакула (Бадібанга 70') Залишилися в запасі: Шевченко, Білик, Гучек, Кузик, Ухань Тренер: Роман Григорчук «Зоря»: Турбаєвський - Снурніцин, Джордан, Вантух, Кирюханцев, Антюх (Данченко 87'), Мишньов (Головкін 87') Нагнойний (Волошин 80'), Яцик, Горбач (Венделл 80'), Герреро Залишилися в запасі: Сапутін, Жилкін, Боль, Алефіренко, Жан Клод, Дришлюк, Бугай, Мічін Тренер: Валерій Кривенцов |                       |                     |                        |                                                                        |  |

| 10 тур 08.10.2023 / неділя | «Кривбас» (Кривий Ріг)                                              | 1 : 0               | «Чорноморець» (Одеса) | Україна, Кривий Ріг                                     |  |
| 17:00 EET +10°С | Д. Кузик 37' Приходько 58' (пен.) Бескоровайний 78' Понєдєльнік 82' | протокол звіт відео |                       | Стадіон: «Гірник» Глядачі: 0 Суддя: Д. Шурман (Вишневе) |  |
| «Кривбас»: Кліщук - Понєдєльнік, Бескоровайний , Стецьков, Дібанго, Д. Кузик (По 59'), Приходько, Бізімана, Вакулко (Татарков 7' ; Семотюк 84'), Задерака, Кожушко Залишилися в запасі: Маханьков, Хома, Рябов, Вілівальд, Блізніченко, Гончарук, Устименко Тренер: Юрій Вернидуб «Чорноморець»: Варакута - Єрмаков, Салюк, Путря , Брагару, Васильєв, Дада (Бадібанга 77'), Шпорн (Авагімян 77'), Штогрін, Хадіда (Ієде 46'), Бойчук (Вакула 46') Залишилися в запасі: Шевченко, Білик, Гучек, Данилюк, Ухань Тренер: Роман Григорчук |                                                                     |                     |                       |                                                         |  |

| 11 тур 21.10.2023 / субота | «Чорноморець» (Одеса)             | 3 : 0               | «Минай»                 | Україна, Одеса                                                             |  |
| 15:00 EET +23°С | Штогрін 19' Штогрін 68' Кузик 81' | протокол звіт відео | Ралюченко 48' Гечев 72' | Стадіон: «Чорноморець» Глядачі: 0 Суддя: В. Новохатній (Черкаська область) |  |
| «Чорноморець»: Варакута - Єрмаков, Салюк, Путря , Брагару (Гучек 90+2'), Васильєв, Кузик (Авагімян 84'), Шпорн, Штогрін (Дада 88'), Бадібанга (Вакула 88'), Ієде (Хадіда 88') Залишилися в запасі: Шевченко, Білик, Бойчук, Ухань, Данилюк Тренер: Роман Григорчук «Минай»: Бандура - Немчанінов, Булеза (Дмитрук 38'), Солдат, Вітенчук, Ралюченко (Кораблін 65'), Мельник, Вишневський (Голуб 65'), Гунічев, Рогозинський (Гечев 54'), Твердохліб (Одарюк 65') Залишилися в запасі: Кемкін, Ольховий, Кравчук, Панасенко, Петько Тренер: Володимир Шаран |                                   |                     |                         |                                                                            |  |

| 12 тур TBD | «Чорноморець» (Одеса) | ? : ? | «Шахтар» (Донецьк) | Україна, Одеса                    |  |
| TBD TBD    |                       |       |                    | Стадіон: «Чорноморець» Глядачі: 0 |  |
|            |                       |       |                    |                                   |  |

| 13 тур 05.11.2023 / неділя | «Металіст 1925» (Харків)                        | 2 : 1               | «Чорноморець» (Одеса)                  | Україна, Київ                                              |  |
| 15:00 EET +14°С | Борячук 53' Сидоров 63' Арі Моура 78' Чирук 89' | протокол звіт відео | Ієде 9' Штогрін 20' Ієде 40' Путря 41' | Стадіон: «Лівий берег» Глядачі: 0 Суддя: О. Шандор (Львів) |  |
| «Металіст 1925»: Мозіль - Безуглий, Є. Ткачук, Курило, Фарина, Мартинюк , Ременюк (Арі Моура 46'), Вачіберадзе (Борячук 46'), А. Ткачук, Юсов (Дмитренко 73'), Сидоров (Чирук 83') Залишилися в запасі: Сидоренко, Потімков, Капінус, Рудавський, Червак, Жичиков, Абдулла, Кравченко Тренер: Едмар (в. о.) «Чорноморець»: Варакута - Єрмаков, Салюк, Путря , Брагару, Васильєв, Кузик (Дада 81'), Шпорн (Хадіда 85'), Штогрін, Бадібанга, Ієде Залишилися в запасі: Шевченко, Білик, Бойчук, Гучек, Ситников, Ухань, Данилюк Тренер: Роман Григорчук |                                                 |                     |                                        |                                                            |  |

| 14 тур 12.11.2023 / неділя | «Чорноморець» (Одеса)                                           | 2 : 3               | «Рух» (Львів)                                                   | Україна, Одеса                                                  |  |
| 17:00 EET +9°С | Дідик 28' (авт.) Бадібанга 58' Гучек 69' Салюк 90' Хадіда 90+2' | протокол звіт відео | Пастух 9' Квасниця 22' Таллес 72' (пен.) Плюман 87' Руніч 90+5' | Стадіон: «Чорноморець» Глядачі: 0 Суддя: А. Коваленко (Полтава) |  |
| «Чорноморець»: Варакута - Єрмаков, Салюк, Гучек, Брагару, Васильєв, Кузик , Шпорн, Штогрін, Бадібанга, Авагімян (Хадіда 50') Залишилися в запасі: Шевченко, Білик, Бойчук, Вакула, Данилюк, Ситников, Ухань Тренер: Роман Григорчук «Рух»: Герета, Сич, Слюбик, Дідик, Роман, Підгурський (Карабін 78'), Сапуга , Таллес (Притула 89'), Квасниця (Руніч 89'), Соломон, Пастух (Плюмен 66') Залишилися в запасі: Ледвій, Паньків, Лях, Мисик, Довгий, Холод, Столярчук Тренер: Віталій Пономарьов |                                                                 |                     |                                                                 |                                                                 |  |

| 15 тур 27.11.2023 / понеділок | «Дніпро-1» (Дніпро)                                                          | 5 : 2               | «Чорноморець» (Одеса)                                                   | Україна, Дніпро                                               |  |
| 17:00 EET +2°С | Філіппов 16' Сарапій 21' Адамюк 49' Лєднєв 59' Танчик 90' Мирошниченко 90+2' | протокол звіт відео | Авагімян 22' Авагімян 26' Путря 66' Бадібанга 73' Кузик 76' Штогрін 77' | Стадіон: «Дніпро-Арена» Глядачі: 0 Суддя: К. Монзуль (Харків) |  |
| «Дніпро-1»: Волинець - Адамюк, Сваток , Сарапій, Мірошниченко, Бабенко (Горбунов 90+3'), Піхальонок (Вітіньо 78'), Рубчинський, Лєднєв (Кравець 82'), Гуцуляк (Маркос Андре 90+3'), Філіппов (Танчик 46') Залишилися в запасі: Кінарейкін, Юрчук, Пуріта, Горін, Каплієнко, Є. Пасіч Тренер: Юрій Максимов «Чорноморець»: Варакута - Путря , Салюк, Ієде (Вакула 86'), Брагару, Васильєв, Кузик, Шпорн (Хадіда 89'), Штогрін (Бойчук 89'), Бадібанга, Авагімян Залишилися в запасі: Шевченко, Білик, Ухань, Ситников Тренер: Роман Григорчук |                                                                              |                     |                                                                         |                                                               |  |

#### Друге коло
| 16 тур 03.12.2023 / неділя | «Чорноморець» (Одеса)               | 1 : 3               | ЛНЗ (Черкаси)                                                                  | Україна, Одеса                                               |  |
| 15:00 EET +13°С | Кузик 48' Штогрін 75' Бадібанга 86' | протокол звіт відео | Муравський 16' Хобленко 52' Хобленко 53' Наумець 83' Бойко 90+1' Олійник 90+4' | Стадіон: «Чорноморець» Глядачі: 0 Суддя: О. Кальонов (Львів) |  |
| «Чорноморець»: Варакута - Путря , Салюк, Єрмаков, Брагару, Васильєв (Хадіда 90'), Кузик, Шпорн, Штогрін, Бадібанга, Ієде (Бойчук 72') Залишилися в запасі: Шевченко, Пірожок, Ситников, Гучек, Ухань Тренер: Роман Григорчук ЛНЗ: Пеньков - Калюжний (Наумець 65'), Шестаков (Олійник 90'), Бойко , Г. Пасіч (Савін 77'), Хобленко (Прядун, 65), Насонов, Муравський, Рибалка, Ковальов, Стасюк Залишилися в запасі: Самойленко, Тарасенко, Селін, Хамелюк, Лопирьонок, Копил, Тищенко, Банада Тренер: Олег Дулуб |                                     |                     |                                                                                |                                                              |  |

| 17 тур 10.12.2023 / неділя | «Чорноморець» (Одеса)      | 1 : 0               | «Колос» (Ковалівка)   | Україна, Одеса                                                |  |
| 15:00 EET +3°С | Гучек 64' Путря 76' (пен.) | протокол звіт відео | Золотов 56' Бурда 84' | Стадіон: «Чорноморець» Глядачі: 0 Суддя: Д. Панчишин (Харків) |  |
| «Чорноморець»: Варакута - Путря , Єрмаков, Гучек, Брагару, Кузик, Васильєв, Шпорн, Бадібанга, Ієде (Авагімян 46'), Штогрін Залишилися в запасі: Шевченко, Пірожок, Салюк, Хадіда, Бойчук, Ухань, Ситников Тренер: Роман Григорчук Колос: Фесюн - Ємець, Чорноморець, Бондаренко, Бурда, Лучкевич (Золотов 46'), Мілько (Оріховський 80'), Демченко, Велетень (Болбат 61'), Салабай (Тотовицький 73'), Ільїн (Мякушко 61') Залишилися в запасі: Горох, Мисак, Гончаренко, Кукош, Цуріков, Богданов, Безбородько Тренер: Ярослав Вишняк |                            |                     |                       |                                                               |  |

| 18 тур 26.02.2024 / понеділок | «Оболонь» (Київ) | 1 : 1               | «Чорноморець» (Одеса)   | Україна, Київ                                                             |  |
| 15:30 EET +7°С | Краснопір 74'    | протокол звіт відео | Брагару 79' Штогрін 84' | Стадіон: «Оболонь-Арена» Глядачі: 1 040 Суддя: М. Козиряцький (Запоріжжя) |  |
| Оболонь: Федорівський - Прокопенко, Лук’янчук, Приймак, Грисьо, Косовський, Черненко, Суханов, Слободян (Вишневський 69'), Мединський, Краснопір (Тарануха 78') Залишилися в запасі: Кичак, Рибка, Осман, Нагієв, Чернов, Груша, Дубко, Карась Тренер: Валерій Іващенко «Чорноморець»: Варакута - Шаповал (Бойчук 79'), Салюк, Гучек, Брагару, Васильєв, Шпорн (Іпалібо 81'), Штогрін , Бадібанга, Ієде, Кузик (Авагімян 69') Залишилися в запасі: Вічний, Білик, Гоміш, Ухань, Ситников, Арсіч, Данилюк, Голуб Тренер: Роман Григорчук |                  |                     |                         |                                                                           |  |

### Загальна статистика
| Загалом | Загалом | Загалом | Загалом | Загалом | Загалом | Загалом | Загалом | Вдома | Вдома | Вдома | Вдома | Вдома | Вдома | На виїзді | На виїзді | На виїзді | На виїзді | На виїзді | На виїзді |
| І       | В       | Н       | П       | ГЗ      | ГП      | РГ      | О       | В     | Н     | П     | ГЗ    | ГП    | РГ    | В         | Н         | П         | ГЗ        | ГП        | РГ        |
| ------- | ------- | ------- | ------- | ------- | ------- | ------- | ------- | ----- | ----- | ----- | ----- | ----- | ----- | --------- | --------- | --------- | --------- | --------- | --------- |
| 20      | 7       | 2       | 11      | 26      | 28      | −2      | 23      | 5     | 1     | 4     | 13    | 10    | +3    | 2         | 1         | 7         | 13        | 18        | −5        |

## Кубок України
Докладніше: Кубок України з футболу 2023—2024

### Матчі[82]
| 1/16 фіналу 23.08.2023 / середа | «Лівий берег» (Київ)                                        | 1 : 2               | «Чорноморець» (Одеса)                                                      | Україна, Київська область                                           |  |
| 13:00 EET +25°С | Якимів 37' Дедух 43' Литовченко 54' Самар 88' І. Когут 108' | протокол звіт відео | Кузик 12' Хадіда 19' Путря 56' Шпорн 85' Брагару 86' Гучек 106' Шпорн 114' | Стадіон: «Лівий берег» Глядачі: 0 Суддя: К. Козорог (Київська обл.) |  |
| «Лівий берег»: Чернятинський - Биков (Астахов 112'), Самар, Слотюк, І. Когут, Дєдух , Якимів (Співаков 93'), Куліш (Войцеховський 46'), Репета (Сухоручко 58'), Вакуленко (Синиця 46'), Литовченко Залишилися в запасі: Чеботарьов, Швець, Дударенко, Янковський Тренер: Віталій Первак «Чорноморець»: Шевченко - Вакула (Бойчук 51'), Гучек, Путря , Брагару, Салюк (Єрмаков 61'), Штогрін, Авагімян (Шпорн 46'), Ієде, Хадіда (Васильєв 51'), Кузик Залишилися в запасі: Білик, Варакута, Данилюк, Ситников, Ухань Тренер: Роман Григорчук |                                                             |                     |                                                                            |                                                                     |  |

| 1/8 фіналу 27.09.2023 / середа | «Чорноморець» (Одеса)                        | 2 : 1               | «Кривбас» (Кривий Ріг)                                           | Україна, Одеса                                                       |  |
| 17:00 EET +26°С | Дада 65' Салюк 67' Брагару 90+1' Шпорн 90+4' | протокол звіт відео | Приходько 14' Бізімана 38' Луньов 78' Ілич 87' Понєдєльнік 90+5' | Стадіон: «Чорноморець» Глядачі: 0 Суддя: С. Причина (Львівська обл.) |  |
| «Чорноморець»: Варакута - Єрмаков, Гучек (Салюк 17'), Путря , Брагару, Васильєв, О. Кузик (Дада 46'), Шпорн, Штогрін (Бадібанга 46'), Ієде, Бойчук (Вакула 65') Залишилися в запасі: Шевченко, Білик, Хадіда, Авагімян, Ухань Тренер: Роман Григорчук «Кривбас»: Кліщук - Понєдєльнік, Рябов, Дібанго, Бізімана, Приходько (Ілич 65'), Хомченовський , Вакулко (Луньов 67'), Д. Кузик, Бескоровайний (Стецьков 46'), Кожушко (Дебелко 46') Залишилися в запасі: Хома, Семотюк, Татарков, По, Вілівальд Тренер: Юрій Вернидуб |                                              |                     |                                                                  |                                                                      |  |

| 1/4 фіналу 01.11.2023 / середа | «Чорноморець» (Одеса)                            | 4 : 1               | «Зоря» (Луганськ)                      | Україна, Одеса                                                      |  |
| 15:00 EET +16°С | Штогрін 21' Штогрін 33' Васильєв 58' Штогрін 72' | протокол звіт відео | Герреро 30' Кирюханцев 52' Герреро 80' | Стадіон: «Чорноморець» Глядачі: 0 Суддя: М. Балакін (Київська обл.) |  |
| «Чорноморець»: Варакута - Єрмаков, Салюк (Хадіда 85'), Путря , Брагару, Васильєв, Кузик (Авагімян 76'), Шпорн, Штогрін (Вакула 81'), Бадібанга (Дада 76'), Ієде (Бойчук 81') Залишилися в запасі: Шевченко, Білик, Ситников, Данилюк Тренер: Роман Григорчук «Зоря»: Турбаєвський - Батагов, Снурніцин, Джордан, Данченко , Азіангбе (Чурко 46'), Яцик, Мічін, Антюх (Кирюханцев 46'), Алефіренко (Горбач 46'), Герреро (Венделл 80') Залишилися в запасі: Сапутін, Боль, Мишньов, Нагнойний, Бугай Тренер: Валерій Кривенцов |                                                  |                     |                                        |                                                                     |  |